# Фйолнір
«Фйолнір» (ісл. Ungmennafélagið Fjölnir) — ісландський футбольний клуб із Рейк'явіка, заснований 1988 року.

## Історія
Клуб заснований 1988 року і тривалий час виступав у нижчих лігах країни. У сезоні 2008 року вперше зіграв у елітному дивізіоні країни, зайнявши шосте місце. Втім наступного розіграшу команда зайняла останнє 12 місце і залишила Урвалсдейлд.
Наступного разу команда попала у вищий дивізіон лише на сезон 2014 року і зайняла 9 місце. Найкращий результат у чемпіонаті клуб здобув у сезоні 2016 року, ставши четвертим.

## Відомі гравці клубу
- Арон Йоуганнссон
- Арон Сігурдарсон